# Сініцин Володимир Борисович
Сіні́цин Володи́мир Бори́сович (народився 6 травня 1952 року, Кувшиново, Тверська область, СРСР) — спортивний коментатор, рефері міжнародної категорії зі снукеру.
Спортивний директор більярдного клубу «Champion’s Club» (Рига). Коментатор зі снукеру на російськомовній версії телеканалу «Eurosport».

## Біографія
Народився 6 травня 1952 року у місті  Кувшиново Тверської області, СРСР. 
З трьох років постійно мешкає у Ризі. Закінчив фізико-математичну школу, Ризький Політехнічний інститут (спеціальність «Електронно-обчислювальні машини»), Латвійський Державний Університет (спеціальність «Журналістика»). 
З 1981 року розпочав працювати  спортивним коментатором на Латвійському Телебачені (хокей, баскетбол). Одночасо працював у відділі спорту газети «Советская молодёжь». Пізніше був головним редактором газети «Курьер» і журналів: «АВТО», «АВТОБАЛТИЯ», «Скорость», «Азарт», працював на ТБ в США. 
Коментатор на телеканалі Viasat і Евроспорт-Россия. Один з авторів книги «М-ский треугольник, или чужие здесь не ходят».
Володіє латиською і англійською мовами. Одружений, має дорослу доньку і онуку.

## Снукер

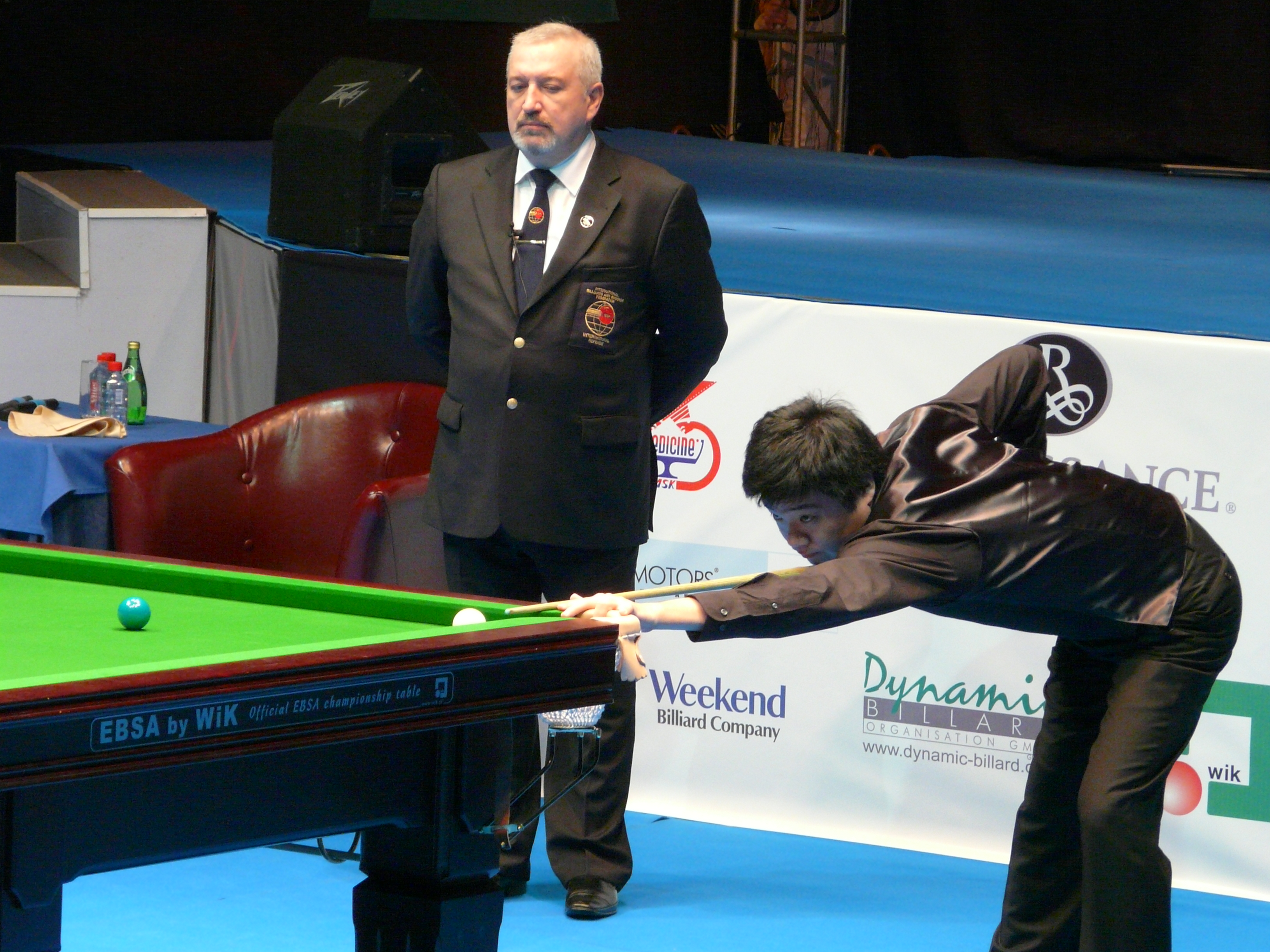
Володимир Сініцин обслуговує матч на турнірі World Series of Snooker-2008 у Москві. У стола — Дін Цзюньхуей.

- 1989 — було обрано першим президентом Федерації більярду Латвії.
- 1995 — став першим чемпіоном Латвії зі снукеру.
- 1996 — став чемпіоном відкритої першості Литви.
- 2001 — чемпіон Латвії з пулу.
- З 1995 по 2006 брав участь на 9-ти чемпіонатах Європи і трьох чемпіонатах світу (IBSF).
- Суддя 1-й категорії IBSF.
- Перший снукерний репортаж на телеканалі «Евроспорт» провів у 2000. З 2005 постійний коментатор снукеру на телеканалі Eurosport.
- З 2008 року — керівник російського підрозділу міжнародного снукерного турніру World Series of Snooker.

### Цікаві факти
- Грав у снукер більш ніж у 30-ти країнах світу.
- Найвищий офіційний брейк — 68 очок.
- Під час одного з репортажів встановив особистий рекорд паузи у коментуванні - зберігав ефірну тишу протягом 14 секунд.

## Захоплення
Є пристрасним мандрівником. Об'їздив всю Європу,  екзотичні азійські та африканські країни, був у Австралії та Новій Зеландії,  три тижні перебував  у Арктиці ( відвідував Північний полюс). Здійснив сходження на Монблан. Любить музику. Грає на гітарі та співає бардівські пісні. Поціновувач гумору, спілкування з людьми.